# Konståret 1913

## Händelser

### Okänt datum
- Konstmuseumet Frick Collection öppnar i New York.
- Leonardo da Vincis berömda porträtt av florentinskan Lisa Gherardini återfinnes efter stölden från Louvren 1911.
- Villa Massimo i Rom instiftas som ettårig stipendieform för tyska konstnärer. Adolf von Hildebrand tilldelas denna stipendievistelse.
- Konstnärsgruppen 1913 bildades i Skåne.

## Verk

### Målningar
- Marc Chagall – Självporträtt med sju fingrar
- Giorgio de Chirico – Den oroliga resan
- Pavel Filonov – Kungarnas bankett
- Laura Knight – Självporträtt med nakenhet
- Fernand Léger – Kontrasterande former
- Henri Matisse – Öppet fönster
- Pablo Picasso – Gitarr

### Skulpturer
- Karl Bitter – Carl Schurzmonumentet, New York.
- Pietro Porcelli – Explorers' Monument, Fremantle.

## Utställningar
- 17 februari -  Armory Show öppnar i New York. Utställningen pågår fram till och med den 15 mars.

## Födda
- 4 januari – Ragnar Johansson (död 1997), svensk målare.
- 23 januari – Jean-Michel Atlan (död 1960), fransk konstnär.
- 26 januari – Einar Hylander (död 1989), svensk skådespelare, bildkonstnär och miljöbyggare.
- 2 februari – Kaj Beckman (död 2002), svensk konstnär, illustratör och författare.
- 3 mars – Helmuth Ellgaard (död 1980), tysk illustratör, konstnär och journalist.
- 10 mars – Nils Renbjer (död 1998), skånsk konstnär.
- 24 mars – Uno Vallman (död 2004), svensk konstnär.
- 1 april – Sture Svenson (död 1976), svensk konstnär.
- 5 april – Ruth Smith (död 1958), färöisk konstnär.
- 9 juni – Börje Nilsson-Hugo (död 1987), svensk konstnär.
- 11 juni – Göran Strååt (död 1994), svensk målare, tecknare och skulptör.
- 16 juni – Yngve Ekström (död 1989), svensk möbelformgivare, träsnidare, skulptör och arkitekt.
- 4 augusti – Erik Abrahamson (död 1979), svensk kyrkokonstnär och bokillustratör.
- 15 augusti – Monica Bratt Wijkander (död 1961), svensk glaskonstnär.
- 30 augusti – Våge Albråten (död 1995), svensk konstnär
- 2 september – Folke Heybroek (död 1987), svensk konstnär och konsthantverkare.
- 8 september – Helge Andersson (död 1987), svensk konstnär.
- 4 oktober – Noel Counihan (död 1986), australisk målare inom socialrealismen.
- 6 oktober – Meret Oppenheim (död 1985), schweizisk konstnär inom surrealismen.
- 2 november – Erik Asmussen (död 1998), dansk arkitekt verksam Sverige.
- 13 november – Carsten Ström (död 1995), svensk grafiker, keramiker samt konstnär.
- 3 december – Sven Arne Gillgren (död 1992), svensk målare, skulptör, konsthantverkare och formgivare.
- 15 december – Sven Ljungberg (död 2010), svensk konstnär, målare och grafiker.
- 18 december – Helge Lindqvist (död 1967), svensk målare, tecknare och skulptör.
- 24 december – Ad Reinhardt (död 1967), amerikansk målare.
- okänt datum – Leon Bibel (död 1995), amerikansk målare inom socialrealismen.

## Avlidna
- 20 juni - Otto Hesselbom (född 1848), svensk målare.
- 8 september - Emma Sparre (född 1851), svensk konstnär och diktare.
- okänt datum - George Hitchcock (född 1850), amerikansk målare.